# 洞口县第一中学
洞口县第一中学，或简称洞口一中，是一所位於中华人民共和国湖南省邵阳市洞口县的全日制公办高級中學，学校始于1880年创建的硖江義學，1952年随洞口县成立而转型为公办的初级中学，并于1958年开设高中班，以招收初中毕业生。洞口一中也是湖南省示範性普通高級中學之一。

## 校史沿革
学校肇始于清朝光绪六年（1880年）于武冈县成立的硖江義學（硖江书院）:468，民国时期，学校改制为硖江初级中学:573，此后，随着教育事业的发展，到中华人民共和国成立前，硖江初级中学已经与襟江、雪峰、毓兰等多所初级中学并列；中华人民共和国成立后，硖江初级中学于1949年10月与毓兰初中合并，建立私立平溪初级中学；而襟江、雪峰两所初级中学则与私立双江初级中学合并建立了洞口县第二中学:570。1952年，洞口县脱离武冈县成立，私立平溪初级中学也改为公立，并更名为洞口县第一中学:107。
1958年，洞口县第一中学及洞口县第二中学开始招收高中生，成为完全中学；1962年，洞口县第一中学合并了洞口县第二中学的高中班:570。1966年至1976年文化大革命期間，该校的教師遭到批鬥、正常教學秩序遭到嚴重破壞，直到1970年以后才逐渐恢复办学，期间，学校一度更名洞口区中学、县中学:573。文化大革命结束后，洞口一中教育质量提高，并于1980年与同地區（邵阳地区）邵阳市第一中学、邵阳市第二中学、邵东县第三中学、武冈市第二中学以及隆回县第一中学并列为湖南省属重点中学:573:108，其建制亦延续至今。

## 现况
洞口县第一中学位在洞口县府所在地文昌街道，主校区占地面积超过3公顷，南临平溪，与回龙洲相遥望；西耸文昌塔:573。另有修筑于2002年的新校区。校内拥有多媒体电教中心、电视演播中心、多功能报告厅、多功能语音教室、电子备课系统、电脑教室、图书馆等教学设备:468。
洞口县第一中学主要面向洞口县招收初中毕业生；作为湖南省属重点中学，洞口一中的录取分数线高于同县其他高级中学，其培养的学生中也不乏考入北京大学及清华大学等重点高校者。除此之外，洞口一中还发展体育教育事业，并为湖南省体育传统项目学校之一:468。